# Orthocladius lactescens
Orthocladius lactescens är en tvåvingeart som först beskrevs av Maurice Emile Marie Goetghebuer 1932.  Orthocladius lactescens ingår i släktet Orthocladius och familjen fjädermyggor.
Artens utbredningsområde är Lettland. Inga underarter finns listade i Catalogue of Life.